# Hylaeus heteroclitus
Hylaeus heteroclitus là một loài Hymenoptera trong họ Colletidae. Loài này được Hirashima mô tả khoa học năm 1967.